# Arles-i Konstancia francia királyné
Arles-i Konstancia (Arles, 986 körül – Melun, 1032. július 28.) I. Vilmos provence-i gróf és második felesége, Anjou Adelheid Blanka grófnő első gyermeke. Egy öccse született, Vilmos, 989 körül. Szülei 984-ben házasodtak össze.

## Élete
Konstancia apai nagyszülei: II. Boson avignon-i gróf és Konstancia vienne-i grófnő, Konstancia anyai nagyszülei: II. Fulk (Anjou grófja) és első hitvese, Gerberga.
Konstancia II. Róbert francia király harmadik hitvese lett, miután a férfi 1000-ben elvált előző nejétől, Burgundi Berta királyi hercegnőtől. Berta családja igen ellenségesen viselkedett Konstanciával, ugyanis szerintük nem lett volna joga II. Szilveszter pápának érvényteleníteni a házasságot vérfertőzésre hivatkozva, hiszen a frigyet már elhálták, amiből egy fiú is született 999-ben, aki azonnal meg is halt. Róbert körülbelül 14 évvel volt idősebb Konstanciánál. Frigyük 30 éve alatt hét gyermekük született, négy fiú és három leány.
- Hedvig (1003 körül - 1063 után), ő 1016. január 25-én hozzáment I. Renauld nevers-i grófhoz. Házasságuk 24 évig tartott, s öt gyermekük született, Vilmos, Henrik, Guy, Róbert és Adelheid.
- Hugó (1007. – 1025. szeptember 17.), ő 1017-től apja megkoronázott társuralkodójaként volt Franciaország királya. Lovas balesetben halt meg, nem nősült meg és gyermekei sem voltak.
- Henrik (1008. május 4. - 1060. augusztus 4.), aki apját követte a francia trónon 1031-től, I. Henrik néven. Kétszer nősült. Első neje Fríziai Matilda őrgrófnő volt, aki 1044-ben meghalt. Második hitvese 1051. május 19-től Anna kijevi nagyhercegnő volt, aki négy örököst hozott világra, Fülöpöt, Róbertet, Emmát és Hugót.
- Adél (1009 – 1063. június 5.), ő kétszer ment férjhez, első hitvese III. Richárd normandiai herceg lett, 1027-ben, ám a férfi még abban az évben elhunyt. Gyermekük nem született. Másodjára V. Balduin flandriai gróf felesége lett, 1028-ban. Három gyermekük jött világra, Balduin, Matilda és Róbert.
- Róbert (1011 – 1076. március 21.), I. Róbert néven Burgundia hercege. Kétszer házasodott meg, első neje Semur-i Helie lett 1033 körül, aki öt gyermeket szült neki, Hugót, Henriket, Róbertet, Simont és Konstanciát. Válásuk után Anjou Ermengarde grófnőt vette el, akitől egy leánya született, Hildegard.
- Odó (1013 – 1056 körül), ő a források szerint értelmi fogyatékos volt.
- Konstancia (1014 – 1052), aki Manasses de Dammartin gróf felesége lett, aki három fiút szült hitvesének, Odót, Hugót és Eusztászt.

1010-ben II. Róbert Rómához fordult, követve volt feleségét, Bertát, aki kérvényezte a pápánál, hogy bontsa fel Róbert és Konstancia házasságát, hogy Róbert ismét őt vehesse nőül. Róbert igazából engedélyt kért a Szentatyától, hogy bigámiát kövessen el, ám a pápa nem adott erre engedélyt, mivel Bertával egyébként is vérrokonok voltak, ráadásul a király már a második feleségét taszította el magától Berta személyében. 1017-ben legidősebb fiukat, Hugót társuralkodóvá koronázták meg, ám 1025-ben lázadást szított apja ellen, hogy az nagyobb hatalmat adjon neki a királyság irányításában. Szülei hamarosan megbocsájtottak neki, ám a herceg nemsokára elhunyt, 18 éves korában. A királyi pár teljesen összetört gyermekük korai halála miatt, különösen Konstancia szenvedett lelki betegségektől. Ezek után az asszony kedvenc fiát, Róbertet biztatta, hogy lázadjon fel apja ellen. Róbert herceg megtámadta az apja által birtokolt városokat és várakat. Betört Burgundiába is, melyet apja végül neki ígért, ám bátyja, Henrik megakadályozta ezt, s elfoglalta Dreux városát. Végül aztán II. Róbert mindkét fiával egyezséget kötött, kielégítve azok követeléseit. A béke közöttük a király haláláig fennmaradt.
Konstancia és férje sokat vitatkoztak azon, hogy melyik fiuk kövesse majd apját a trónon. Róbert kedvence Henrik herceg volt, a másodszülött, míg a királyné Róbertet támogatta, a harmadik herceget. Konstancia ellenkezése ellenére 1027-ben Henriket megkoronázták apja társuralkodójaként. 1031. július 20-án elhunyt II. Róbert, Konstancia pedig 1032. július 28-án hunyt el, Melun városában. Végső nyughelye a Saint-Denis-székesegyházban van, Párizsban.